# هورس گاردز
هورس گاردز (انگلیسی: Horse Guards) ساختمانی در شهر لندن است.
این ساختمان که مابین ناحیه ویت‌هال و هورس گاردز پرید قرار دارد در سال ۱۷۵۳ ساخته شده و مرکز فرماندهی کل ارتش بریتانیا بوده و هم‌اکنون از جاذبه‌های گردشگری لندن محسوب می‌شود.

## نگارخانه

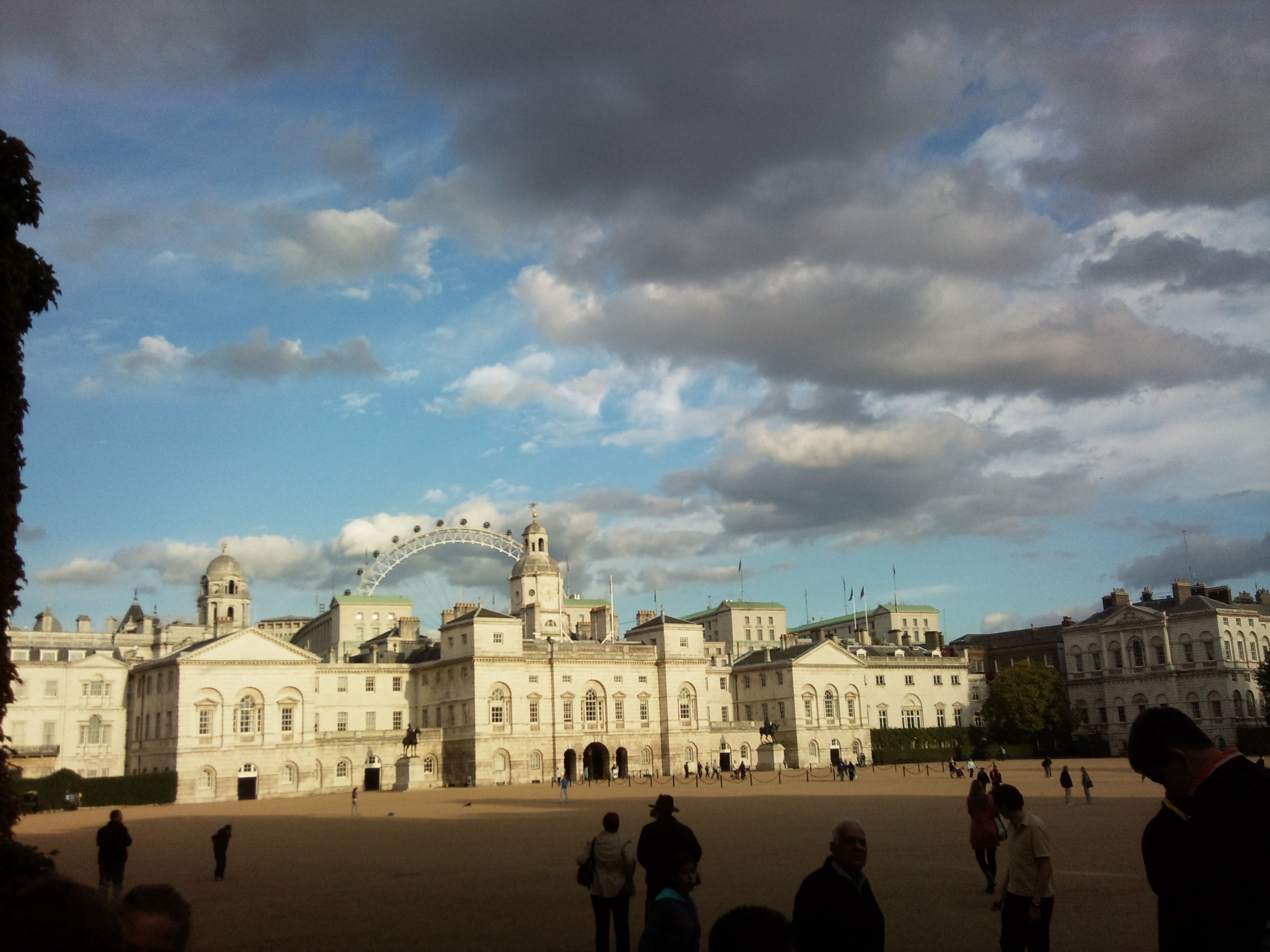
Sun highlighted view of Horse Guards Building and Parade
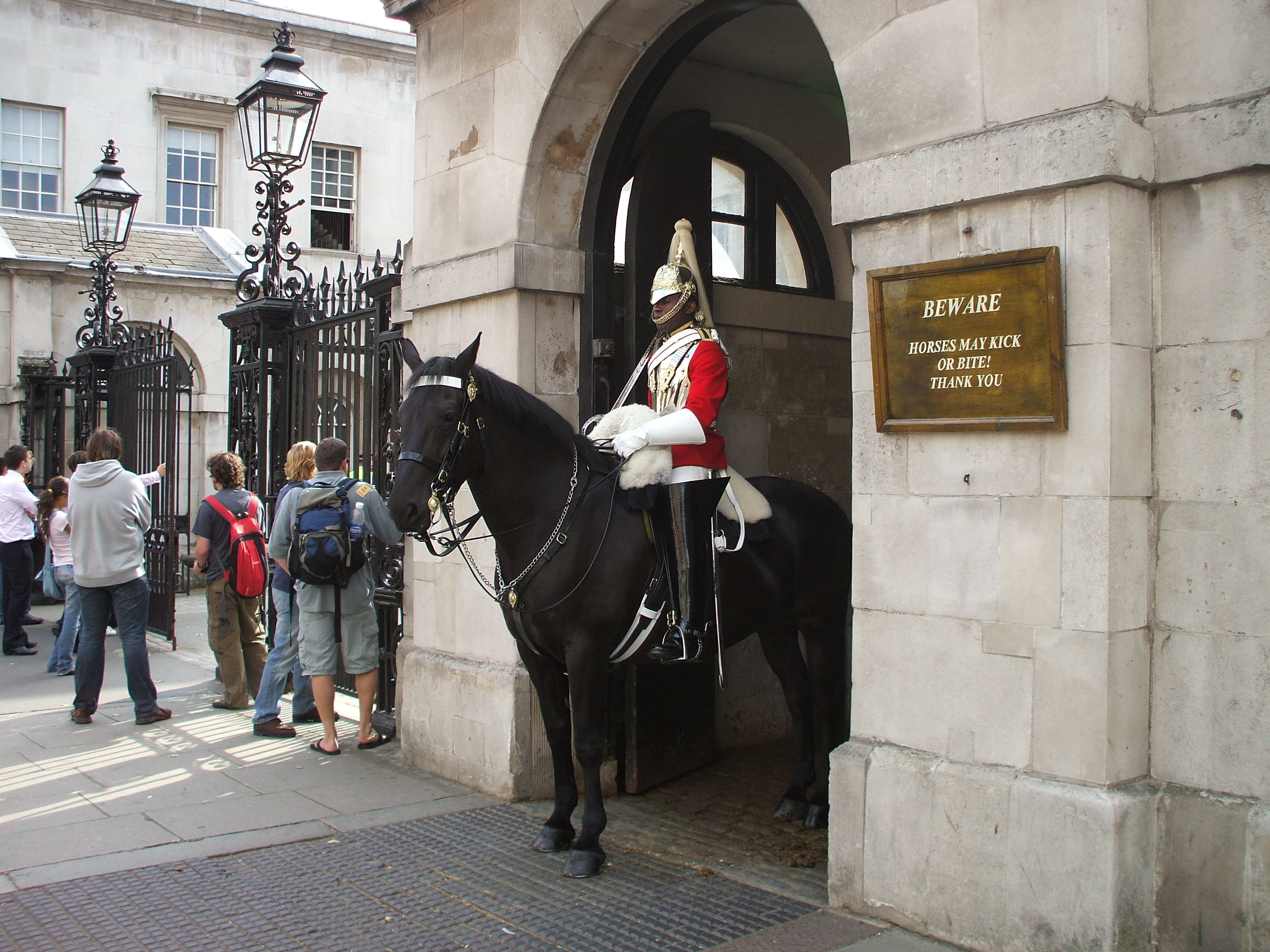
A mounted trooper of the Household Cavalry on duty at Horse Guards
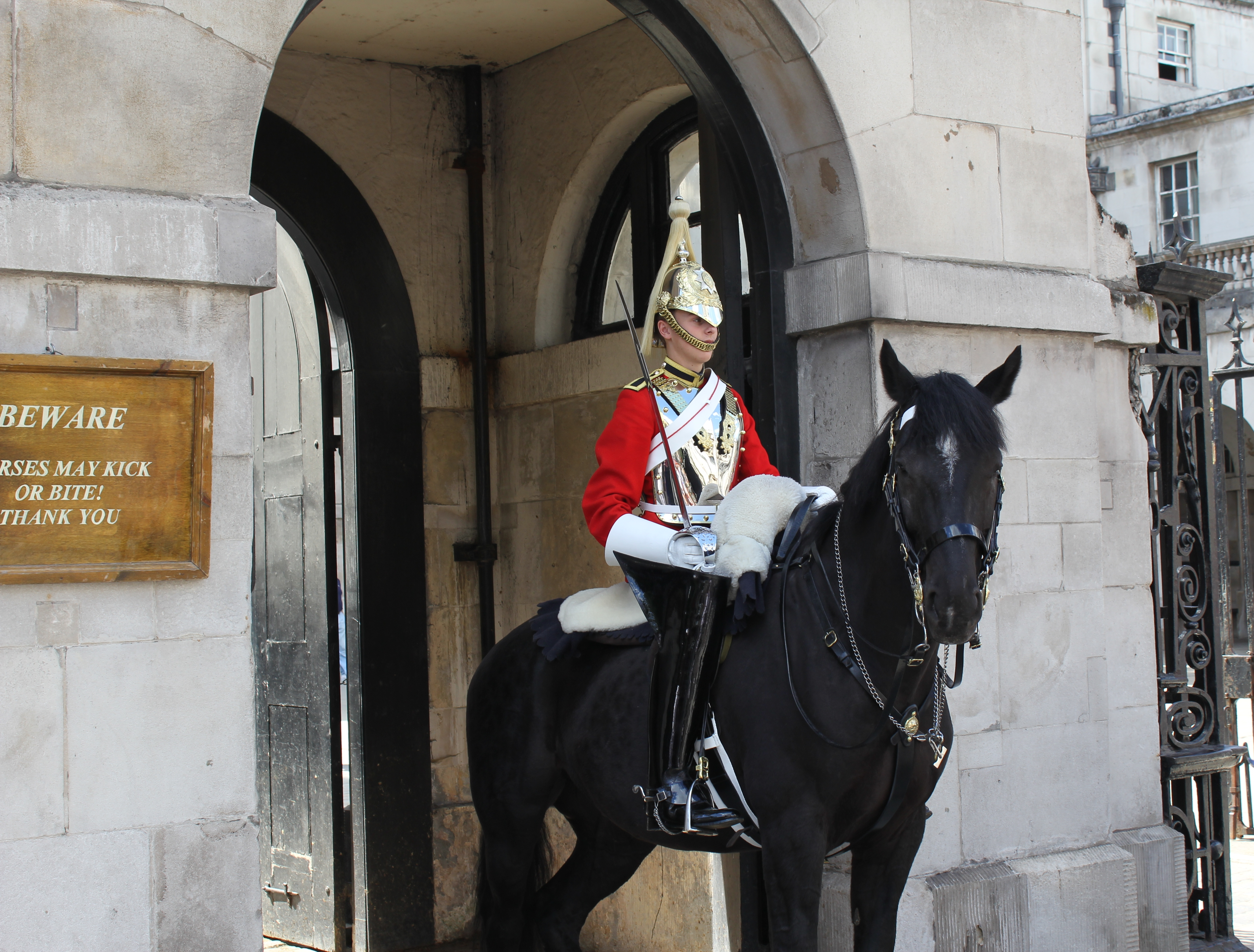
A mounted trooper of the Household Cavalry
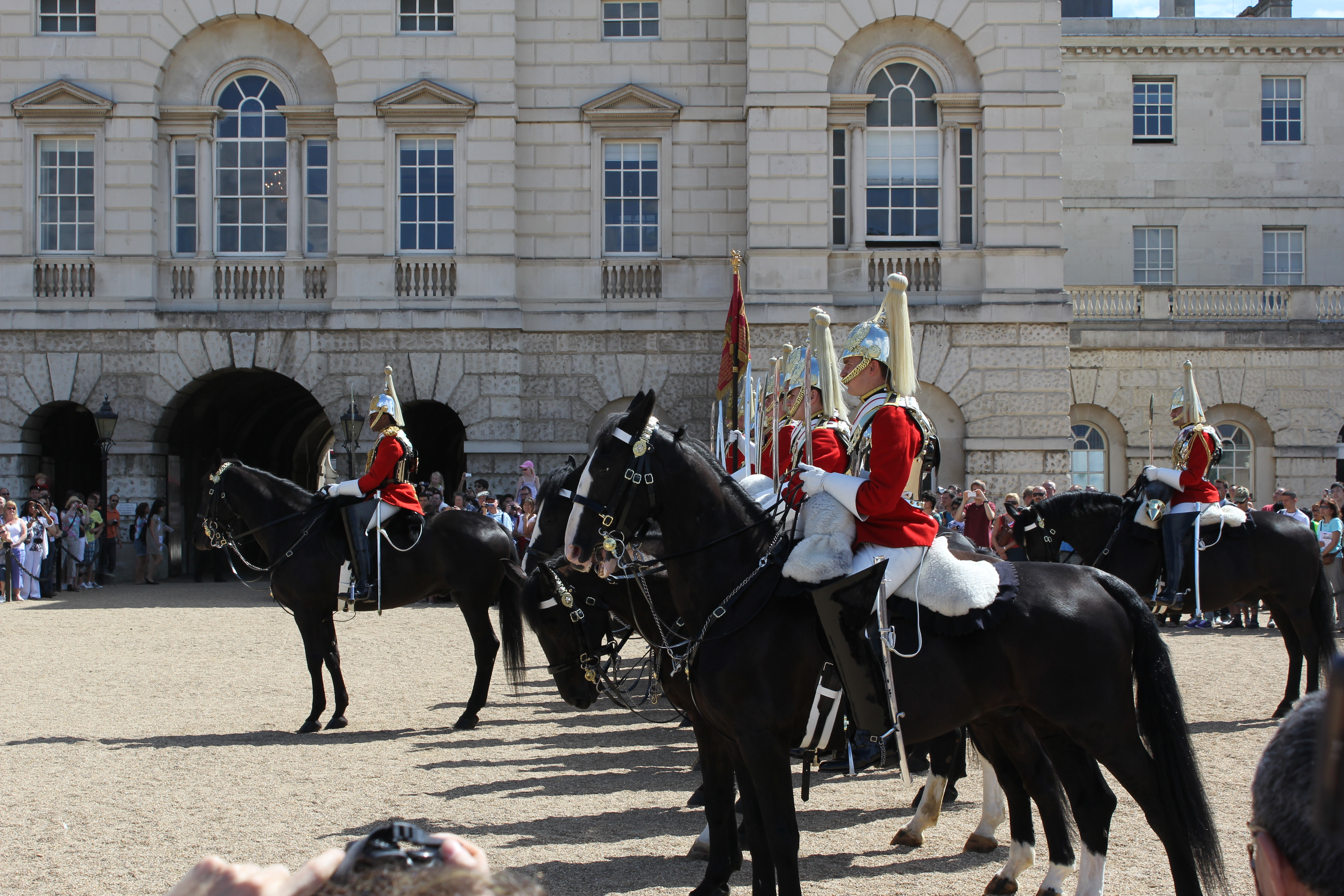
Mounted guards outside Horse Guards off Whitehall in central لندن